# Biblioteca Pública do Estado de Santa Catarina
A Biblioteca Pública do Estado de Santa Catarina (BPSC) é órgão responsável pela conservação, gestão e disponibilização ao público do patrimônio bibliográfico e documental de Santa Catarina. Considerada uma das mais tradicionais instituições culturais desse estado, foi fundada em 1854, estando entre as mais antigas bibliotecas do Brasil. Localizada no centro da cidade de Florianópolis, funciona como depósito legal para as publicações do estado desde 1999.
Conserva um acervo de mais de 115 mil volumes de todas as áreas do conhecimento, além de periódicos, registros audiovisuais, microfilmes e materiais informativos, abrangendo especificamente a memória documental e iconográfica de Santa Catarina. Possui setores de livros em braile, literatura infanto-juvenil, e importante coleção de obras raras, com itens datados do século XVII ao XX.

## Histórico
A Biblioteca Pública de Santa Catarina foi oficialmente instituída em 31 de maio de 1854 por João José Coutinho, presidente da província de Santa Catarina. Seria instalada, no entanto, somente em 9 de janeiro de 1855, nas dependências da Assembléia Provincial. O acervo inicial consistia de 474 exemplares, reunidos por meio de doações. O primeiro diretor da instituição foi o poeta Francisco de Paulicéia Marques de Carvalho, um dos principais doadores.
A longo de sua história, a biblioteca passou por diversas sedes, o que refletiu na perda de obras importantes da coleção. Em 1857, foi transferida do edifício da Assembléia para as salas do Liceu Provincial de Santa Catarina. Nove anos depois, mudou-se para a sede da Fazenda da Província. Posteriormente, ocupou um edifício na antiga Rua do Livramento (hoje Trajano). Entre 1908 e 1960 ocupou um outro espaço na Rua Trajano, quando foi novamente transferida para outras instalações.
Somente em 1979 a biblioteca se estabeleceu na sede atual, na Rua Tenente Silveira. O edifício pasou por uma reforma entre 1999 e 2003, durante a qual a biblioteca operou de forma parcial. Em 1999, passou a funcionar como depósito legal - o que torna pública a obrigatoriedade de editoras e escritores catarinenses de doar um exemplar de toda obra impressa para o acervo da instituição, com o objetivo de preservar e registrar as publicações concernentes à história e memória do estado. Em 2010 a Biblioteca foi objeto de um concurso nacional de arquitetura para adequar seu espaço às novas demandas. O projeto assinado pelos arquitetos Bruno Conde, Filipe Doria, Filipe Romeiro e Lucas Bittar deve ser concluído em 2012.
Atende a um público mensal de 20 mil consulentes. Possui serviço de empréstimo domiciliar e realiza atividades complementares, como audições musicais, exposições, cursos, seminários e debates.

## Acervo
O acervo da Biblioteca Pública de Santa Catarina é composto por aproximadamente 115 mil itens, entre obras de referência, obras gerais, literatura catarinense, brasileira e internacional, periódicos, livros em braile e obras raras. À exceção desse último setor, o acesso às prateleiras é livre aos consulentes.
O setor de literatura infanto-juvenil oferece orientação especializada e serviço de empréstimo. O setor de periódicos abrange os quatro maiores jornais do estado. O setor braile oferece 4 mil volumes adaptados,além de livros gravados em fitas cassetes.
O setor de obras raras é de acesso restrito. Abriga obras produzidas nos séculos XVII, XVIII, XIX e XX, como o Repertório das orientações e Leis do Reino de Portugal, de 1643, e o primeiro periódico de Santa Catarina, datado de 1850. Há, por fim o Setor de Documentação de Santa Catarina, abrigando uma das mais importantes coleções referentes à memória do estado.